# سعد المقبل
سعد المقبل لاعب كرة قدم سعودي.
لعب لنادي الهلال السعودي مع نهاية الستينات الميلادية.

## مشواره مع الهلال
شارك مع الهلال في بطولات الكأس ودوري المناطق وسجل 5 أهداف في النصر (2 منها ودية) وهو ضمن قائمة الأكثر تسجيلاً في الديربي السعودي.

## مشواره مع المنتخب
اختير للمنتخب من المنطقة الوسطى عام 1971.

## إنجازاته
-
-
-